# Мишич, Александр
Александр «Аца» Мишич (серб. Александар "Аца" Мишић), также известный как Александр Живоинович Мишич (17 (29) июня 1891, Белград — 17 декабря 1941, Валево) — майор армий Сербии и Королевства Югославии времён обеих Балканских и обеих мировых войн, сын воеводы Живоина Мишича. Служил до 1922 года, после чего вышел на гражданскую службу в Враньске-Бане, однако 11 мая 1941 в своём доме в селе Струганик на встрече с полковником Драголюбом Михаиловичем объявил о возвращении в югославскую армию для борьбы против немецких оккупантов. Командовал Рибницкой четницкой бригадой в составе Югославской армии на родине. 6 декабря 1941 схвачен немцами в плен в ходе операции у Равной Горы и расстрелян 17 декабря.

## Биография
Александр Мишич родился 17 (29) июня 1891 года в Белграде. Пятый ребёнок из шести детей Живоина и Луизы Мишичей. Мать (в девичестве Крикнер) была немкой по матери и француженкой по отцу. В семье Мишичей никогда не было никаких межнациональных и межрелигиозных разногласий. В раннем возрасте Александр ушёл из родительского дома и уехал в Россию, где встретился с великим князем Николаем Николаевичем, чьей супругой была черногорская княгиня Анастасия Николаевна, и выразил желание поступить в военное училище. Так он поступил в Виленское военное училище, в котором учился в 1908—1912 годах.
В 1912 году под предлогом болезни (по другой версии, из-за конфликта с командованием училища) Александр отправился на родину в Сербию, где шла война против Османской империи. Александр без разрешения отца вступил в армию Сербии, приняв участие в ряде сражений против турецких войск в Балканских войнах. В битве под Битолой Александр проявил себя как отважный воин и был награждён Орденом белого Орла с мечами пятой степени. Также он участвовал в боях Первой мировой войны, уйдя из армии в 1922 году. С 1928 по 1930 годы он управлял местечком Враньска-Баня.
6 апреля 1941 года на Югославию без объявления войны напали страны оси, в тот же день на Белград был совершён авианалёт. В мае, уже после капитуляции Югославии, группа офицеров объявила о начале вооружённого сопротивления: эта группа действовала между Рудником и Сувобором, а командовал ею полковник Драголюб Михаилович. Группа отправилась с гор Восточной Боснии через Дрину в Западную Сербию для боя против немцев. В ночь с 10 на 11 мая 1941 года в селе Струганик в доме, где жил воевода Живоин Мишич, встретились полковник Драголюб Михаилович, майор Миодраг Палошевич и сержант Перович вместе с группой солдат Горной королевской гвардии. Михаилович встретился с Александром Мишичем и сказал:

Александр, ты и я поднимем третье восстание. Сделаем для народа всё, чтобы облегчить страдания, и мы, старые солунцы, не опустим руки. Будем бороться до конца.
Оригинальный текст (серб.)Александре, ти и ја ћемо подићи трећи устанак. Учинићемо све да народу олакшамо ово робовање и да се ми, стари Солунци, не обрукамо. Борићемо се до краја.

Отряд ушёл на Равну гору, которую предложил Мишич. Поскольку дороги в тех местах были плохими, это затрудняло продвижение немецких моторизованных частей, да и горная местность была стратегически выгодной для бойцов. Полковник Михаилович собрался 11 мая 1941 года с войсками на Равной горе около полудня, а Мишич занялся организацией движения сопротивления. Сестра Александра отправилась в Белград, чтобы связаться с антинемецки настроенными гражданами, в том числе инженером Йованом Гашичем. Михаилович, устанавливая связь с партизанскими частями, разделил всю Сербию на условные зоны, назначив майоров Александра Мишича и Ивана Фрегла ответственными за Колубарский район, где они должны были создать отряд сопротивления. Фрегл был назначен начальником штаба, а Мишич — командиром отряда.
23 октября 1941 майор Мишич находился в Валево, где в тот день шли кровопролитные бои, в которых участвовали сам Михалиович, Фрегл, а также капитан британской армии Билл Хадсон и майор четников Захарие Остойич. Председатель коллаборационистского правительства Милан Недич вызвал в тот день полковника Михаиловича на встречу в Белград, на которой он должен был убедить Михаиловича признать поражение и не сопротивляться немецким войскам. Михаилович отправил Мишича для переговоров: Недич передал через Мишича предложение для Михаиловича стать министром труда в правительстве в обмен на отказ от своих убеждений. Полковник Михаилович отказался наотрез.
После совещания с Иосипом Брозом Тито в Брайичах и появления первых разногласий с его коммунистическими партизанами, а также после уверения Хадсона, что законным может быть только королевское правительство, Михаилович прекратил сотрудничество с партизанами Тито. Два четницких офицера связи 28 октября перешли на сторону Недича, а на следующий день связались с немецким офицером Йозефом Майтлом, предложив свои услуги в борьбе против партизан в обмен на поставки оружия. Партизаны же тем временем уже угрожали позициям четников на Равной горе, и Михаилович перенёс встречу с немцами с 3 на 11 ноября. На совещании в Дивцах Михаилович и Мишич переговорили с представителем абвера, и Михаилович отказался полностью подчинить свои войска немцам.
3 декабря после захвата Ужице немцы начали операцию «Михаилович» против четников и пошли штурмовать Равну гору. Михаилович скрылся у Мишича в Струганике. Они были окружены, но Михаилович сумел выбраться из окружения. Александр Мишич и Иван Фрегл попали в плен, и Мишич заявил немцам, что является Михаиловичем. Александр Мишич и Иван Фрегл были расстреляны в ночь с 17 на 18 декабря 1941 года в Валево. Перед смертью Мишич выкрикнул: «Да здравствует король! Смерть безумцу Гитлеру!».
Указом Правительства Югославии в изгнании от 14 января 1942 года майор Александр Мишич и майор Иван Фрегл были посмертно награждены орденом Звезды Карагеоргия IV степени с мечами.